# Горній Добретин
Горній Добретин (хорв. Gornji Dobretin) — населений пункт у Хорватії, у Сисацько-Мославинській жупанії у складі громади Двор.

## Населення
Населення за даними перепису 2011 року становило 9 осіб.
Динаміка чисельності населення поселення:

## Клімат
Середня річна температура становить 10,81 °C, середня максимальна – 25,14 °C, а середня мінімальна – -5,79 °C. Середня річна кількість опадів – 1117 мм.
| Клімат поселення                              | Клімат поселення | Клімат поселення | Клімат поселення | Клімат поселення | Клімат поселення | Клімат поселення | Клімат поселення | Клімат поселення | Клімат поселення | Клімат поселення | Клімат поселення | Клімат поселення | Клімат поселення |
| Показник                                      | Січ.             | Лют.             | Бер.             | Квіт.            | Трав.            | Черв.            | Лип.             | Серп.            | Вер.             | Жовт.            | Лист.            | Груд.            |                  |
| Середній максимум, °C                         | 7,52             | 9,10             | 13,42            | 17,47            | 21,97            | 25,14            | 24,21            | 23,62            | 20,10            | 15,30            | 9,95             | 5,64             |                  |
| Середня температура, °C                       | 0,87             | 2,46             | 6,78             | 10,82            | 15,31            | 18,50            | 20,22            | 19,65            | 16,12            | 11,32            | 5,98             | 1,67             |                  |
| Середній мінімум, °C                          | −5,79            | −4,2             | 0,12             | 4,18             | 8,67             | 11,84            | 16,25            | 15,66            | 12,15            | 7,37             | 1,99             | −2,32            |                  |
| Норма опадів, мм                              | 72               | 71               | 81               | 96               | 96               | 99               | 95               | 92               | 101              | 106              | 116              | 92               |                  |
| Середньомісячна швидкість вітру, м/с          | 1.48             | 1.61             | 2.00             | 1.96             | 1.80             | 1.60             | 1.60             | 1.46             | 1.41             | 1.49             | 1.54             | 1.59             |                  |
| Середньомісячна сонячна радіація, кДж/м²·день | 4394             | 7208             | 10848            | 15313            | 19447            | 21709            | 22958            | 19922            | 14731            | 9249             | 4926             | 3675             |                  |
| --------------------------------------------- | ---------------- | ---------------- | ---------------- | ---------------- | ---------------- | ---------------- | ---------------- | ---------------- | ---------------- | ---------------- | ---------------- | ---------------- | ---------------- |
| Джерело:                                      |                  |                  |                  |                  |                  |                  |                  |                  |                  |                  |                  |                  |                  |